# Sherlock-priset
Sherlock-priset är ett litterärt pris som 1955–1986 delades ut av tidningen Expressen för årets bästa svenska detektivroman. Priset är namngivet efter Arthur Conan Doyles detektiv Sherlock Holmes.
Priset lades ner under slutet av 1980-talet då Expressens kulturredaktion tyckte att deckargenren hade blivit alldeles för skröplig.

## Pristagare
- 1955 – H.-K. Rönblom för Höstvind och djupa vatten
- 1956 – Stieg Trenter för Narr på nocken
- 1957 – Arne Stigson för Den resandes ensak
- 1958 – Folke Mellvig för Farligt för familjen
- 1959 – Kjerstin Göransson-Ljungman för Mord på auktion
- 1960 – Vic Suneson för Fredag den 14:e
- 1961 – Kerstin Ekman för De tre små mästarna
- 1962 – H.-K. Rönblom för Bok över obefintliga
- 1963 – Jan Ekström för Träfracken
- 1964 – Elvy Ahlbeck för Mord utan förbindelse
- 1965 – Inget pris utdelat
- 1966 – Tage Giron för Gift in i döden
- 1967 – Vic Suneson för Vem av de sju
- 1968 – Sjöwall Wahlöö för Den skrattande polisen
- 1969 – Jenny Berthelius för Den heta sommaren
- 1970 – Tord Hubert för Ett mord på vägen
- 1971 – Olle Högstrand för Maskerat brott
- 1972 – Olov Svedelid för Anmäld försvunnen
- 1973 – Sten Wilding för Vita frun
- 1974 – K. Arne Blom för Sanningens ögonblick
- 1975 – Olle Högstrand för Från säker källa
- 1976 – Tord Hubert för Den andres död
- 1977 – Bertil Mårtensson för Växande hot
- 1978 – Elisabet Kågerman för Rabies...
- 1979 – Gösta och Valter Unefäldt för Polisen som vägrade svara
- 1980 – Lars Molin för Bomben
- 1981 – Jan Moen för Någon måste dö
- 1982 – Kjell-Olof Bornemark för Legat till en trolös
- 1983 – Ulf Durling för Lugnet efter stormen
- 1984 – Inget pris utdelades
- 1985 – Staffan Westerlund för Sång för Jenny
- 1986 – Carl-Henning Wijkmark för Sista dagar

### Fotnoter
1. ↑  Svensson, Per (28 januari 2007). ”Hellre en vals”. Expressen. http://www.expressen.se/kultur/hellre-en-vals/. Läst 9 juni 2012.